# Rani
För andra betydelser, se Rani (olika betydelser).
Rani är en bok från 1955 av den svenske jägmästaren och författaren Eric Lundqvist. Boken är en samling minnen och berättelser från Erics vistelser i Indonesien mellan 1930 och 1951. Författaren beskriver bland annat hur han som ung, nyutbildad jägmästare kom till Indonesien fylld av söderhavsromantiska fantasier och övertygad om den vita rasens överlägsenhet. Han började dock snart tänka om när han lärde känna landet och blev vän med indoneserna. I boken berättar han även om Rani, hans första indonesiska kärlek, om hur man förhäxar en människoätande krokodil och om hur det känns att vakna med en stor pytonorm i sängen.